# Forêt de Loudéac
La forêt de Loudéac est une forêt située à Loudéac, La Motte et Langast dans le département des Côtes-d'Armor. Elle s'étend sur une superficie d'environ 2 500 hectares. La moitié sud de la forêt est une forêt domaniale, tandis que le reste est une forêt privée.

## Géographie
Elle se situe dans le sud des Côtes-d'Armor au nord-est du bourg de la commune de Loudéac dont elle tire son nom. Elle s’étend également sur toute la partie est du territoire de la commune voisine de La Motte ainsi qu’une petite partie au sud de la commune de Langast et de quelques communes alentour.
Son altitude varie de 100 à 250 mètres. Plusieurs ruisseaux forment des vallées, ce sont tous des ruisseaux de faible longueur et des sous-affluents du Lié. Le principal est le ruisseau de Querrien qui mesure 6,4 km de long et traverse la partie centrale de la forêt.

## Histoire
Elle semble avoir jadis occupé une grande superficie en centre-Bretagne, mais les défrichements successifs l'ont beaucoup réduite. Les documents relatifs à ces défrichements sont disponibles pour la période qui commence au XVIIe siècle.
Au Moyen Âge, elle abrite un haras sauvage. Par un acte signé en 1269, Aliénor de Porhoët, dame de la Chèze, cède ses haras sauvages de la forêt de Loudéac aux Rohan. Les terres sont distribuées à certains de leurs vassaux pour qu'ils y établissent des haras, si bien qu'en 1479, les Rohan détiennent 500 chevaux élevés dans cette seule forêt. En 1300, le seigneur de Loudéac Sevestre de la Feuillée établit en partie sa fortune sur le commerce des chevaux.
La forêt est le théâtre de plusieurs légendes, dont celle du chêne hantée et celle des Margot la fée.

## Faune et flore
La forêt est inscrite en zone naturelle d'intérêt écologique, faunistique et floristique (ZNIEFF) de 2 717 ha.